# Резня в День поминовения (1937)
Резня в День поминовения (англ. Memorial Day Massacre) является эпизодом американских забастовок на «меньших» металлургических компаниях («Little Steel strike»), в которых Конгресс производственных профсоюзов США и его отраслевой Организационный комитет металлургов (Steel Workers Organizing Committee, SWOC) пытался добиться коллективного договора для рабочих.
В США, 30 мая 1937 года, во время мероприятий на День поминовения, полиция Чикаго открыла огонь по безоружным демонстрантам и застрелила десятерых из них.

## Причины
13 марта 1937 года американская сталелитейная корпорация U.S. Steel подписала историческое коллективное соглашение с профсоюзом SWOC. Соглашение предусматривало стандартную шкалу оплаты труда, 8-часовой рабочий день и полтора часа сверхурочной работы. Хотя U.S. Steel («большая сталь») подписала сделку, маленькие компании Republic Steel, Inland Steel и Youngstown Sheet & Tube Company («малая сталь») отказались от её подписания. Именно это решение небольших сталелитейных компаний положило начало инциденту, известному как серия американских забастовок «Little Steel strike», эпизодом которой является «Резня в День поминовения».

## Инцидент
Забастовка началась не сразу. Ожидалось, что небольшие сталелитейные компании последуют примеру больших и подпишут сделку с SWOC (профсоюзной организацией). 30 марта 1937 года SWOC предложила небольшим компаниям соглашение, аналогичное тому, которое было заключено с U.S. Steel. Предложение предусматривало восьмичасовой рабочий день, сорокачасовую рабочую неделю, оплату сверхурочных, минимальную заработную плату в размере 5 долларов в день, оплачиваемые отпуска, стандарты охраны труда и техники безопасности, трудовой стаж и процедуры разрешения жалоб. Вместо того, чтобы подписывать, представители малого сталелитейного бизнеса встречались, спорили, тянули время, внедряли шпионов в SWOC и готовились к настоящей битве. Компании покупали отравляющие газы и другое оружие, нанимали частную полицию, подкупали депутатов, снабжали свои заводы продовольствием и постельными принадлежностями, устанавливали прожекторы и колючую проволоку и увольняли сотни профсоюзных работников.
Забастовка началась 26 мая 1937 года, когда рабочие потеряли надежду на подписание соглашения со SWOC. В День поминовения сотни человек собрались в бывшей таверне и танцевальном зале на 113-й улице и Грин-Бэй-авеню, которая служила штаб-квартирой местной профсоюзной организации сталелитейщиков, объявившей забастовку. Когда толпа двинулась мирным маршем к сталелитейному заводу компании Republic Steel, чикагские полицейские, подготовившись к приходу демонстрантов, преградили им путь. Наиболее активные участники демонстрации заявляли, что имеют право продолжать марш. Полиция, посчитав действия митингующих преступными, открыла огонь по толпе. Стрельба продолжалась ещё некоторое время, пока полиция не убедилась в полном разгоне демонстрации. В итоге полицейские застрелили 10 человек (4 из них умерли сразу, 6 — в последующие дни от тяжелых ранений). Кроме того, 9 человек стали инвалидами, а 28 получили серьёзные травмы головы в результате избиения полицейскими дубинками.
В книге «Избранные сочинения» Дороти Дэй события протеста описаны следующим образом:
«В День памяти 30 мая 1937 года полиция открыла огонь по параду бастующих сталелитейщиков и их семей у ворот компании Republic Steel в Южном Чикаго. Было расстреляно 50 человек, из которых 10 позже погибли; Ещё 100 человек были избиты дубинками».

## Последствия
- 1. Альфред Кози, 43 года, погиб от выстрелов 30 мая.
- 2. Эрл Хэндли, 37 лет, погиб от выстрелов 30 мая.
- 3. Сэм Попович, 45 лет, погиб от выстрелов 30 мая.
- 4. Кеннет Рид, 23 года, погиб от выстрелов 30 мая.
- 5. Джозеф Ротмунд, 48 лет, умер от ранений 31 мая.
- 6. Энтони Таглиори, 26 лет, умер от ранений 1 июня.
- 7. Хильдинг Андерсон, 27 лет, умер от ранений 3 июня.
- 8. Отис Джонс, 33 года, умер от ранений 8 июня.
- 9. Лео Франциско, 17 лет, умер от ранений 15 июня.
- 10. Ли Тисдейл, 50 лет, умер от ранений 19 июня.

Машины скорой помощи, приехавшие на место бойни, почти ничего не делали для спасения раненных рабочих. Один из пострадавших от выстрела, Эрл Хэндли, умер, когда полиция вытащила его из помеченной красным крестом машины профсоюза сталелитейщиков, пытавшейся доставить его в больницу. Затем полицейские поместили парня в тесную полицейскую машину для ареста с 15 другими людьми, несмотря на то, что у него лилась кровь из артерии.
Спустя годы одна из протестующих, Молли Уэст, вспомнила, как в тот день полицейский кричал ей: «Уходи с поля, а то получишь пулю в спину».
Ни один полицейский не был привлечен к ответственности. Комиссия объявила расстрел «оправданным убийством». Пресса называла демонстрацию «бунтом красных».
Вскоре после кровавой бойни лента новостей об этом событии была закрыта из опасения вызвать, по словам представителя Paramount News, «массовую истерию».. Позже полицейские разослали по окрестностям листовки, в которых говорилось, что протестующие были вооружены и планировали совершить набег на предприятия. Кроме того, отмечалось, что протестующих возглавляли «коммунисты курящие марихуану».
После «Резни в день поминовения» местные полицейские силы и Национальная гвардия встали на сторону небольших сталелитейных предприятий. События резни превратили то, что казалось мирной забастовкой пикетчиков и случайным маршем митингов, в пять месяцев арестов, избиений и ещё нескольких смертей по всему Среднему Западу и Северо-Востоку, поскольку все больше конфликтов возникало между небольшими сталелитейными предприятиями (в основном Republic Steel) и протестующими SWOC.